# إيليا الثاني (بطريرك جورجيا)
إيليا الثاني  (بالجورجية: ილია II) (من مواليد 4 يناير 1933)، هو جاثيليق بطريرك عموم جورجيا والزعيم الروحي للكنيسة الأرثوذكسية الجورجية.